# 坂祝町西館
坂祝町西館（さかほぎちょうにしかん）は、岐阜県加茂郡坂祝町深萱にある坂祝町が管理運営する屋内運動場（体育館）である。
坂祝町の条例（坂祝町社会体育施設条例）での名称は西館である。

## 概要
坂祝町社会体育施設の一つである。
前身は1982年（昭和57年）3月27日に開館した坂祝町転作促進技術研修会館である。同時に開館した坂祝町東部地区多目的研修集会施設（通称：東館）に対し、西館の通称で呼ばれていた。
現在の建物は2010年（平成22年）3月に建て替えられたものである。名称の西館は前身の転作促進技術研修会館の通称からである。
利用する場合は事前に団体登録を行ったうえで予約する必要がある。団体登録や施設予約などは、坂祝町中央公民館で行う。

## 施設
- 体育館 - バレーボール、バスケットボール、バドミントン、卓球などの利用が可能。
- 会議室

## 利用案内
- 住所：岐阜県加茂郡坂祝町深萱370番地1
- 使用可能時間：6:00 - 21:30[6][5]

## 交通アクセス

### 自動車
- 国道21号（坂祝バイパス）勝山ICより岐阜県道367号勝山山田線を西進し、「勝山IC入口」交差点で岐阜県道346号富加坂祝線を北上。

### 公共交通機関
- JR高山本線 坂祝駅下車、徒歩で約30分。

## 周辺施設
- 中日本自動車短期大学